# Monumento funerario di Ippolito Merenda
Il monumento funerario di Ippolito Merenda, o Memoria funebre di Ippolito Merenda, è un monumento funebre in marmo realizzato dall'artista italiano Gian Lorenzo Bernini tra il 1636 e il 1638. Insieme al monumento simile realizzato per Alessandro Valtrini, quest'opera rappresenta un nuovo approccio verso i monumenti funerari, incorporando delle iscrizioni dinamiche e fluide trascinate dalla personificazione della morte. L'opera è situata nella chiesa di San Giacomo alla Lungara a Roma.
Ippolito Merenda era un avvocato curiale della nobile famiglia Merenda, che proveniva da Cesena, in Emilia-Romagna. Alla sua morte nel 1636 egli lasciò un lascito di 20.000 scudi romani alla chiesa di San Giacomo alla Lungara. Uno dei nipoti dell'allora papa Urbano VIII, il cardinale Francesco Barberini, commissionò il monumento a Bernini in riconoscimento al contributo pecuniario del Merenda. L'opera venne realizzata per il vicino monastero delle Convertite e venne trasportata nella chiesa dopo la demolizione di quest'ultimo.

## Descrizione
Il monumento raffigura uno scheletro dotato di ali, la personificazione della morte, che regge un cartiglio sul quale si trova la dedica ad Ippolito Merenda. Lo scheletro tiene il cartiglio commemorativo del defunto con i denti, come se stesse mordendo via la vita al morto.